# Макгиган, Барри
Фи́нбар Па́трик «Ба́рри» Макги́ган (англ. Finbar Patrick 'Barry' McGuigan; род. 28 февраля 1961, Клонс) — ирландский и британский боксёр, представитель легчайшей и полулёгкой весовых категорий. Выступал за сборные Ирландии и Северной Ирландии по боксу в конце 1970-х годов, чемпион Игр Содружества, победитель и призёр турниров международного значения, участник летних Олимпийских игр в Москве. В период 1981—1989 годов успешно боксировал на профессиональном уровне, владел титулом чемпиона мира по версии Всемирной боксёрской ассоциации (WBA).

## Биография
Барри Макгиган родился 28 февраля 1961 года в городе Клонс графства Монахан, Ирландия. Сын достаточно известного в Ирландии певца Пэта Макгигана. Впоследствии получил гражданство Великобритании, что позволило ему выступать за сборную Северной Ирландии и бороться за британские титулы.

### Любительская карьера
Первого серьёзного успеха на взрослом международном уровне добился в сезоне 1978 года, когда вошёл в основной состав североирландской сборной и побывал на Играх Содружества в Эдмонтоне, откуда привёз награду золотого достоинства, выигранную в зачёте легчайшей весовой категории. Также в этом сезоне стал чемпионом Ирландии по боксу, отметился победой на международном турнире «Голландские тюльпаны» в Роттердаме.
В 1979 году в полулёгком весе одержал победу на турнире «Золотые перчатки Чёрного моря» в Румынии.
Благодаря череде удачных выступлений удостоился права защищать честь Ирландии на летних Олимпийских играх 1980 года в Москве — в категории до 57 кг благополучно прошёл первого соперника по турнирной сетке, тогда как во втором бою в 1/8 финала со счётом 1:4 потерпел поражение от представителя Замбии Уинфреда Кабунды.

### Профессиональная карьера
Вскоре по окончании московской Олимпиады Макгиган ушёл из любительского бокса и в мае 1981 года успешно дебютировал на профессиональном уровне. В одном из поединков он уступил своему сопернику по очкам, но в остальных неизменно был победителем.
В 1983 году завоевал вакантный титул чемпиона Великобритании в полулёгкой весовой категории, позже стал обладателем титула чемпиона Европейского боксёрского союза (EBU), отправив в нокаут итальянца Валерио Нати (22-2-4). Впоследствии несколько раз защитил полученные чемпионские пояса, добавил в послужной список ещё несколько побед в рейтинговых поединках, в частности взял верх над бывшим чемпионом мира из Пуэрто-Рико Хуаном Лапорте (25-5).
Наконец, в 1985 году удостоился права оспорить титул чемпиона мира в полулёгком весе по версии Всемирной боксёрской ассоциации (WBA), который на тот момент принадлежал панамцу Эусебио Педросе (38-3-1). Поединок между ними состоялся на стадионе «Лофтус Роуд» в Лондоне при скоплении 26 тысяч зрителей и продлился все отведённые 15 раундов — в итоге судьи единогласным решением отдали победу Макгигану. Помимо титула чемпиона WBA, ирландский боксёр также получил в этом бою статус линейного чемпиона в полулёгком весе и титул чемпиона по версии журнала «Ринг». Позже был признан спортсменом года по версии Би-би-си, став первым рождённым за пределами Великобритании человеком, удостоившимся этой награды.
Полученные чемпионские титулы Макгиган сумел защитить два раза, победив досрочно американца Бернарда Тейлора (33-0-1) и доминиканца Данило Кабреру (23-2).
Лишился титула чемпиона мира в июне 1986 года после встречи с американским проспектом Стивом Крусом (25-1) на арене «Сизарс-пэлас» в Лас-Вегасе. В двенадцатом раунде ирландец был лишён одного очка за удары ниже пояса, тогда как в последнем пятнадцатом раунде дважды побывал в нокдауне и с трудом продержался до гонга — таким образом было зафиксировано единогласное решение в пользу Круса. Журнал «Ринг» позже назвал их противостояние «Боем года», а заключительный 15-й раунд — «Раундом года».
Сделав некоторый перерыв в карьере, в 1988 году Макгиган вернулся в профессиональный бокс и одержал три победы в рейтинговых боях.
Последний раз боксировал среди профессионалов в мае 1989 года, потерпев поражение техническим нокаутом от англичанина Джима Макдоннелла (25-1). Сразу по окончании этого поединка завершил спортивную карьеру.

### Дальнейшая жизнь
Завершив спортивную карьеру, Макгиган проявил себя как боксёрский менеджер и промоутер. Занимался общественной деятельностью, работал телекомментатором, неоднократно участвовал в качестве гостя в различных телешоу. Ему посвящена компьютерная игра Barry McGuigan World Championship Boxing и несколько песен.
В январе 2005 года Барри Макгиган был введён в Международный зал боксёрской славы. Член Ордена Британской империи.
Его сын Шейн Макгиган занимался боксом на любительском уровне и затем стал достаточно успешным тренером. Другой сын Блейн — промоутер семейной компании Cyclone Promotions.